# 文达街
文達街（英語：Boon Tat Street，福建话：媽祖宮邊，白话字：Má-chó͘-kiong-piⁿ），舊稱「日本街」）位於新加坡中央區市中心核心地帶。這條街道從西端的廈門街延伸至珊頓道與萊佛士碼頭交界處。
街道上一段鄰近老巴刹的路段在傍晚會封閉，用於擺設販售沙爹的攤位。文達街已被市區重建局列為文化遺產地點。
福建人稱這條街為媽祖宮邊（ma cho kiong pi），意指位於直落亞逸街的天福宮。

## 名稱
文達街的名稱取自新加坡前市議員王文達（1888－1941）。王文達亦是當代富豪王三龍的長子，也是冷氣大舞廳「新世界遊樂場」的創辦人之一。
1945年日軍投降前，這條街曾名為「日本街」。1946年，因人民反日情緒高漲，殖民地新加坡市議會決定將日本街更名為文達街。

## 歷史
2017年7月，文达街发生一起命案。38岁的商人斯宾塞（Spencer Tuppani）遭岳父陈南成（75岁）杀害，陈南成事后被判坐牢八年半。